# Eisenbahnunfall von Schüpfheim
| Lok und Schlusswagen BC4ü nach dem Aufprall |  |                                      |                                      |
| |  |                                      |                                      |
| \| \| \| Streckengleis von Luzern–Escholzmatt \| \| \| \| \| Weiche 14 \| \| \| \| \| Trennstelle zwischen C4ü und BC4ü \| \| \| \| \| Weiche 11 \| 20 m hinter Trennstelle \| \| \| \| \| \| \| \| \| BC4ü von Zug 369 \| auf Gleis 2 \| \| \| \| Kollisionspunkt \| 110 m hinter Trennstelle \| \| \| \| Lok von Zug 3392 \| auf Gleis 2 \| \| \| \| \| \| \| \| \| C4ü von Zug 369 \| neben Gleis 3 \| \| \| \| \| \| \| \| \| \| \| \| \| \| \| \| \| \| \| \| \| \| \| \| Zugschluss 369 \| auf Gleis 3 \| \| Situationsplan der Unfallstelle in der Station Schüpfheim[1] \| \| \| \| |  |                                      |                                      |
| Strecke |  | Streckengleis von Luzern–Escholzmatt | Streckengleis von Luzern–Escholzmatt |
| Strecke von links · Abzweig ehemals geradeaus und nach rechts |  | Weiche 14                            | Weiche 14                            |
| Strecke · Strecke (außer Betrieb) |  | Trennstelle zwischen C4ü und BC4ü    | Trennstelle zwischen C4ü und BC4ü    |
| Strecke · Abzweig geradeaus und nach links (Strecke außer Betrieb) · Strecke von rechts (außer Betrieb) |  | Weiche 11                            | 20 m hinter Trennstelle              |
| Strecke · Strecke (außer Betrieb) · Strecke (außer Betrieb) |  |                                      |                                      |
| Strecke · Strecke (außer Betrieb) |  | BC4ü von Zug 369                     | auf Gleis 2                          |
| Strecke · Strecke (außer Betrieb) |  | Kollisionspunkt                      | 110 m hinter Trennstelle             |
| Strecke · ehemalige Überleitstelle / Spurwechsel rechts · Strecke (außer Betrieb) |  | Lok von Zug 3392                     | auf Gleis 2                          |
| Strecke · Strecke (außer Betrieb) |  |                                      |                                      |
| Strecke (außer Betrieb) |  | C4ü von Zug 369                      | neben Gleis 3                        |
| Strecke · Strecke (außer Betrieb) |  |                                      |                                      |
| Strecke · Strecke (außer Betrieb) |  |                                      |                                      |
| Strecke · Strecke (außer Betrieb) |  |                                      |                                      |
| Strecke (außer Betrieb) |  |                                      |                                      |
| Strecke geradeaus · Strecke (außer Betrieb) |  | Zugschluss 369                       | auf Gleis 3                          |
| Situationsplan der Unfallstelle in der Station Schüpfheim |  |                                      |                                      |

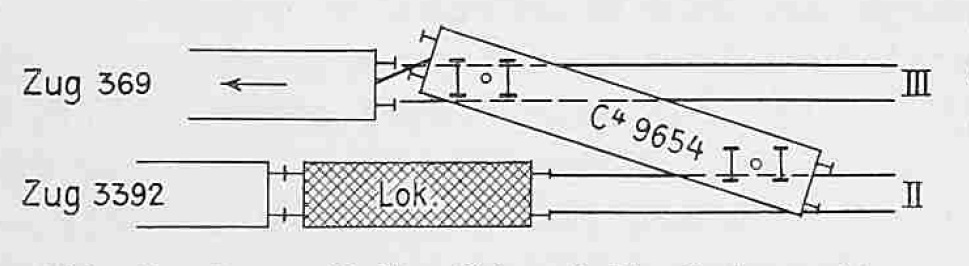
Aufprall des auf Gleis 2 und 3 fahrenden C4ü auf die Lokomotive des wartenden Personenzugs.

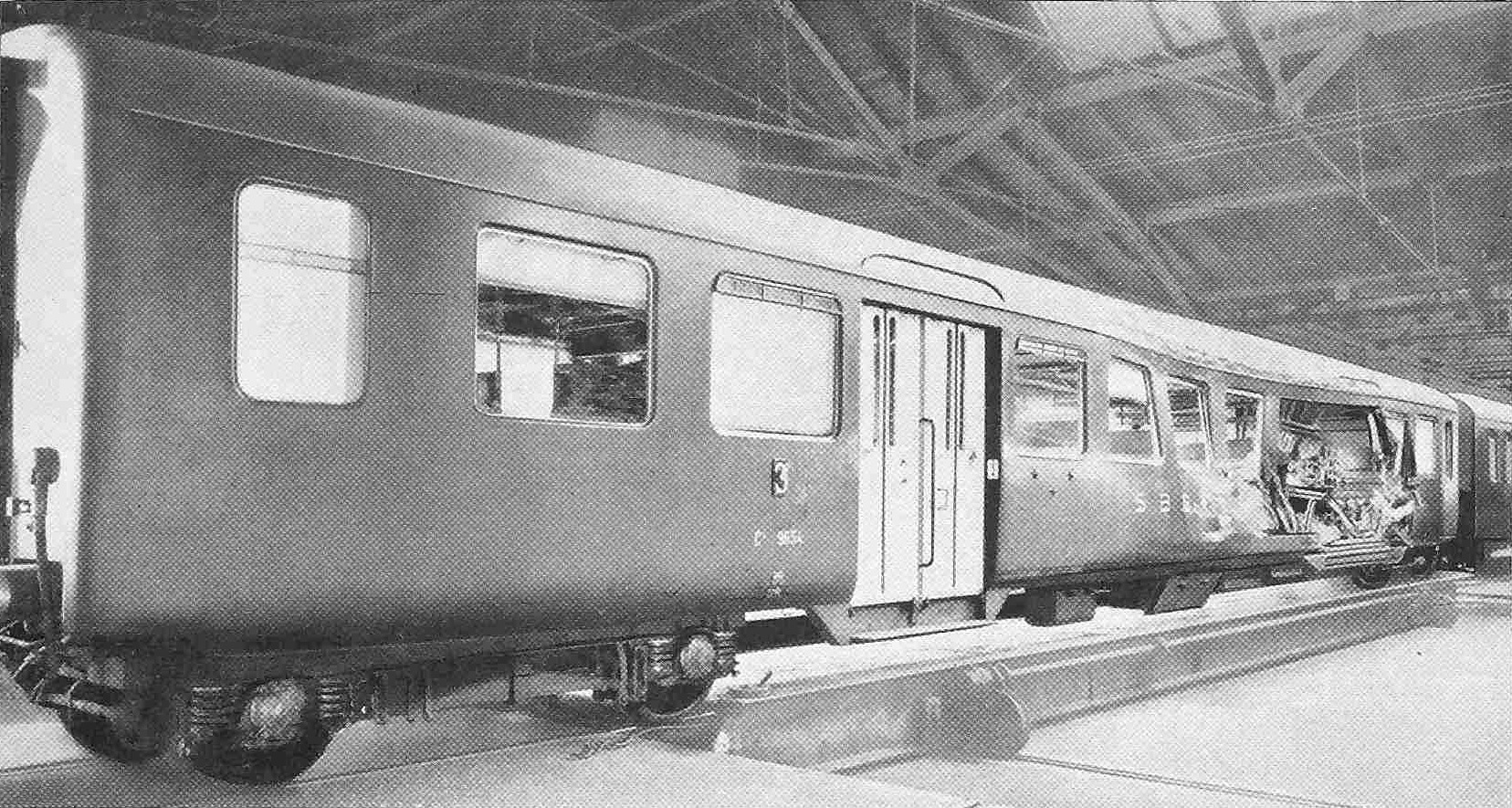
Linke Seitenwand des zweitletzten Leichtstahlwagens C4ü 9654

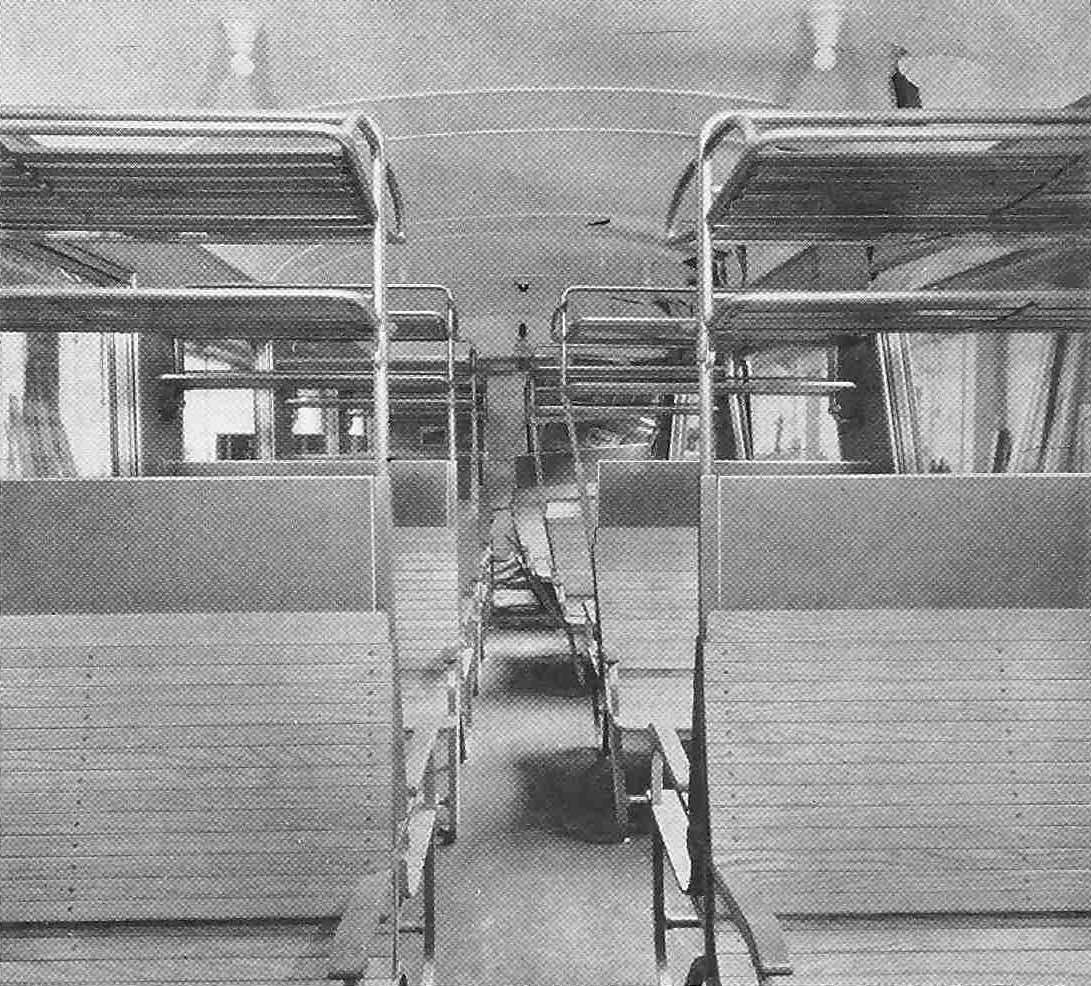
Das Innere des Drittklasswagens C4ü, gegen hinten gesehen.

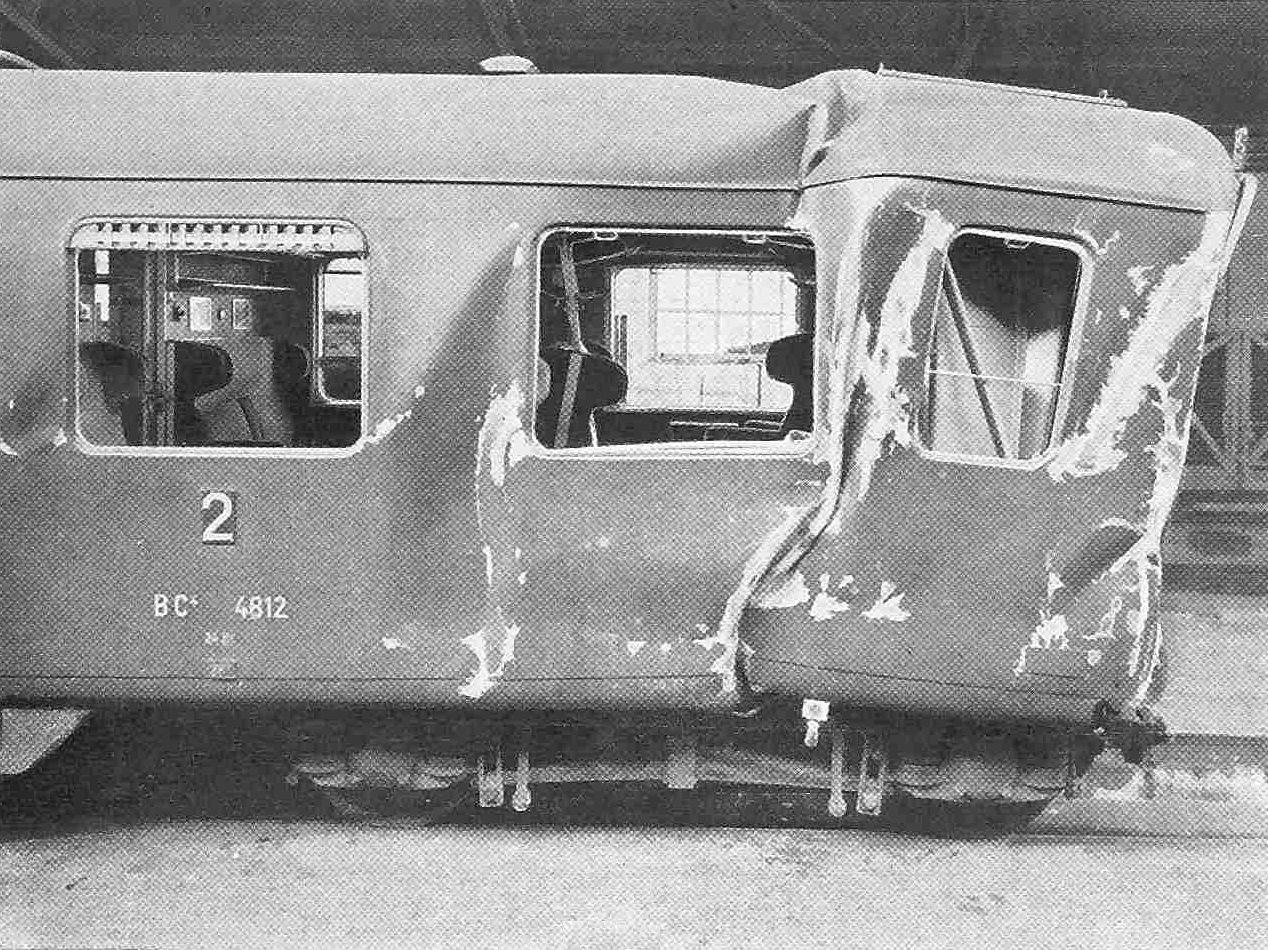
Das durch den Aufprall gestauchte Ende des Leichtstahlwagens BC4ü. Das Drehgestell ist fast unbeschädigt.

Der Eisenbahnunfall von Schüpfheim war ein Zusammenstoss der beiden letzten Wagen eines Schnellzugs mit einem wartenden Gegenzug am 17. Oktober 1943 in der Station Schüpfheim. Der Stationsvorstand stellte die Einfahrweiche unter dem vorletzten Wagen eines vorbeifahrenden Schnellzugs Luzern–Bern. Sechs Personen kamen ums Leben.

## Ausgangslage
Auf der einspurigen Strecke Bern–Luzern der SBB verkehren sowohl Schnell- als auch Personenzüge. Wenn sich zwei solche Züge kreuzen, wartet der Personenzug den entgegenkommenden Schnellzug ab, der die Kreuzungsstation in der Regel ohne Halt durchfährt.
Am 17. Oktober 1943 wartete der von Bern nach Luzern fahrende Personenzug 3392 in der Station Schüpfheim auf Gleis 2 auf den Leichtschnellzug 369 Luzern–Bern. Der 274 Meter lange Schnellzug 369 bestand aus zehn stark besetzten Leichtstahlwagen und hatte ein Gewicht von 473 Tonnen. Die etwa 240 Meter vom Stationsgebäude entfernte Einfahrweiche 14 war so gestellt, dass der Leichtschnellzug auf Gleis 3 durchfahren konnte.
Als Leichtschnellzug wurden Schnellzüge bezeichnet, die mit den damals hochmodernen Leichtstahlwagen geführt wurden. Leichtstahlwagen waren 25 bis 32 Prozent leichter als die zu dieser Zeit üblichen Stahlwagen.

## Unfallhergang
Leichtschnellzug 369 durchfuhr fahrplanmässig um 21.21 Uhr mit 73 km/h Gleis 3. Als sich der vorletzte Wagen C4ü 9654 über der Einfahrweiche 14 befand, stellte der diensttuende Beamte die Weiche vorzeitig um. Das hintere Drehgestell des vollbesetzten Drittklasswagens C4ü rollte nicht auf Gleis 3, sondern auf Gleis 2. Auch der letzte Wagen, ein Zweit-/Drittklasswagen BC4ü 4812 fuhr auf Gleis 2. Kurz nach Weiche 14 entgleiste das hintere Drehgestell des nun auf zwei Gleisen laufenden C4ü. Die linken Räder seines hinteren Drehgestells liefen auf der Innenseite der rechten Schiene von Gleis 2. Der C4ü trennte sich etwa 20 Meter vor der Weiche 11 vom Schlusswagen BC4ü, wodurch eine Schnellbremsung ausgelöst wurde. Das vordere Drehgestell des C4ü entgleiste ebenfalls, und der Drittklasswagen rollte mit einer Anfangsgeschwindigkeit von etwa 67 km/h in einem Winkel von ca. 30° schräg zur Gleisachse weiter.
Nach über 100 Metern prallte der C4ü mit etwa 60 km/h auf die Lokomotive des haltenden Personenzugs 3392. Durch die Wucht des schiefen Aufpralls wurde der vollbesetzte Wagen auf Gleis 3 hinübergeworfen. Dabei trennte er sich von den vorderen Wagen
und blieb einige Meter hinter der Lokomotive des Gegenzugs neben Gleis 3 aufrecht stehen. Der vordere Teil des Schnellzugs kam nach kurzer Zeit ebenfalls zum Stehen.
Nach der Trennung vom C4ü wurde der Schlusswagen BC4ü durch die Schnellbremsung stärker verzögert als der Rest des Schnellzugs. Der ebenfalls vollbesetzte BC4ü prallte einige Sekunden später frontal auf die Lokomotive des Personenzugs und blieb auf Gleis 2 stehen.
In den beiden verunfallten Leichtstahlwagen befanden sich rund 150 Personen. Der Zusammenstoss forderte 6 Tote. Von den rund fünfzig Verletzten mussten 27 in die Spitäler Luzern, Langnau und Bern eingeliefert werden.
Der Unfall war darauf zurückzuführen, dass der Stationsvorstand Weiche 14 umstellte, bevor die letzten Wagen des Schnellzugs die Weiche passiert hatten.

## Folgen
Beim Drittklasswagen C4ü wurde durch den schrägen Aufprall auf die Lokomotive ein Teil der linken Seitenwand eingedrückt.
Wagenboden und Dach haben dem Stoss widerstanden und eine noch grössere Zerstörung des Wagens verhindert. Beim Schlusswagen BC4ü wurde nur das vorderste Halbabteil mit dem WC gegen den Wagenkasten gestaucht. Damit wurde die kinetische Energie des Aufpralls vernichtet, und die inneren Abteile mit den Reisenden blieben nahezu unbeschädigt. Der Unfall von Schüpfheim zeigte die Festigkeit der Wagenkasten der damals neuen Leichtstahlwagen der SBB auf. Dadurch hielten sich die Folgen für die Insassen – verglichen mit den damals weit verbreiteten Holzkastenwagen – in Grenzen.
In einem der entgleisten Leichtstahlwagen fuhr die ganze Mannschaft des FC La Chaux-de-Fonds, die auf der Rückreise von einem Match in Lugano war. Der Betreuer der Mannschaft, Charles Daepp, kam beim Unfall ums Leben. Mehrere Fussballspieler erlitten Verletzungen.